# Saint Croix (Amerikanische Jungferninseln)
Saint Croix (AE [seɪnt ˈkrɔɪ], dänisch Sankt Croix) ist eine Insel der Amerikanischen Jungferninseln im Archipel der Kleinen Antillen. Sie ist mit einer Fläche von 213 km² die größte, aber mit etwa 41.000 Einwohnern nicht die bevölkerungsreichste Insel der Amerikanischen Jungferninseln, welche ein Außengebiet der Vereinigten Staaten sind.
Die Einwohner heißen Crucians.

## Geographie
Geographisch gehört die Insel nicht zu den weiter nördlich gelegenen Jungferninseln, wie sie Christoph Kolumbus 1493 definiert hat.
Saint Croix erstreckt sich von Westen nach Osten und ist 35 km lang und 11 km breit. Die höchsten Punkte sind Mount Eagle (334 m) und Blue Mountain (326 m). Auf Saint Croix befinden sich die Städte Christiansted und Frederiksted.
Etwa 2,6 km vor der Nordostküste liegt die kleine Insel Buck Island, die vor allem für das sie umgebene Korallenriff, das Schutzgebiet Buck Island Reef, bekannt ist.

## Geschichte
Die Insel wurde ursprünglich von den Kariben und den Arawak besiedelt. Christoph Kolumbus landete am 14. November 1493 im Norden der Insel (vgl. National Natural Landmark und Historical Park and Ecological Preserve) und gab ihr den Namen Santa Cruz. Bei einer Auseinandersetzung mit den Bewohnern der Insel kamen ein Spanier und eine Karibe ums Leben. Dieser Vorfall führte zu einem Krieg, der erst beendet war, als die Spanier ihre Kolonie auf der Insel aufgaben.
Im 17. Jahrhundert wurde Saint Croix von Engländern und Holländern besiedelt. 1631 brachten englische Kolonialisten von Barbados erste schwarze Sklaven nach Saint Croix. Die beiden kleinen Kolonien gerieten jedoch bald in Konflikt miteinander, wahrscheinlich gaben daher die Holländer ihre Siedlung auf. 
1650 kam eine spanische Flotte von fünf Schiffen und 1200 Soldaten von Puerto Rico. Diese besetzten die Insel und töteten alle Engländer. Die Spanier wurden jedoch wiederum kurz darauf von den Franzosen vertrieben.
In der Folge verkaufte De Poincy, französischer Gouverneur in St. Kitts, 1660 die Insel dem Malteserorden. Dieser verkaufte die Insel fünf Jahre später an die Französische Westindien-Kompanie weiter. Unter Gouverneur Dubois wurde die Insel wirtschaftlich bedeutend, da er dort über 90 Plantagen für Tabak, Zuckerrohr und Indigo anlegen ließ.
Am 13. Juni 1733 wurde Saint Croix an die Dänische Westindien-Kompanie verkauft. Die Kompanie legte keinen Wert auf die Nationalität der Siedler, daher ließen sich hier spanische Juden, französische Hugenotten und englische Siedler nieder. Die Wirtschaft wurde von der Zuckerproduktion dominiert.
1847 beschloss die dänische Regierung binnen zwölf Jahren die Sklaverei in den dänischen Kolonien stufenweise abzuschaffen, angefangen bei Kleinkindern und Frauen. Das war für die betroffenen Sklaven auf Saint Croix jedoch zu wenig. Deshalb umstellten 8000 Versklavte am 2. und 3. Juli 1848 das Fort Frederik und drohten, die ganze Stadt anzuzünden. Sie erhielten am 3. Juli von Peter von Scholten, dem dänischen Generalgouverneur formell die Freiheit zugesichert, weil er keine andere Wahl mehr sah und ohne sich mit der dänischen Regierung absprechen zu können. Der befreite, ehemalige Sklave John Gottliff, als Anführer unter dem Namen General Buddhoe bekannt, half wesentlich mit, dass der Aufstand weitgehend gewaltfrei blieb, keine Todesopfer forderte und wurde danach auf den Virgin Islands als Freiheitsheld gefeiert.
Bei einem Aufstand ehemaliger Sklaven dreißig Jahre später wurde die frühere Hauptstadt Frederiksted völlig zerstört. Die Plantagenarbeiterin Mary Thomas, genannt „Queen Mary“, führte diesen gewaltsamen Aufstand von 1878 gegen die dänischen Kolonialherren an.
1858 ist als Hauptstadt Christiansted genannt. Gouverneur war zu dieser Zeit J. F. Schlegel.
1917 kauften die USA die Jungferninseln Dänemark für 25 Millionen $ ab. Heute gehört Saint Croix zu den Amerikanischen Jungferninseln und als nichtinkorporiertes US-amerikanisches Außengebiet zu den USA.
Siehe auch
Zur dänischen Kolonialzeit siehe bei Dänisch-Westindien.

## Verkehr
Auf Saint Croix ist Linksverkehr vorgeschrieben, obwohl die Insel zu den USA gehört.

## Regelmäßige Veranstaltungen
Jährlich im Mai wird hier seit 1988 ein Triathlon ausgerichtet: Der Ironman 70.3 St. Croix geht über die halbe Ironman-Distanz (1,9 km Schwimmen, 90 km Radfahren und 21,1 km Laufen).

## Söhne und Töchter
- Raja Bell (* 1976), US-Basketballspieler
- Judah Philip Benjamin (1811–1884), Justizminister, Kriegsminister und Außenminister der Konföderierten Staaten von Amerika
- Livingstone Bramble (1960–2025), Boxer von St. Kitts und Nevis
- Tim Duncan (* 1976), US-Basketballspieler
- Casper Holstein (1876–1944), Mobster im Glücksspielsgeschäft
- Seba Johnson (* 1973), Skirennläuferin, Tierrechtsaktivistin und Schauspielerin
- Hans Jonatan (1784–1827), Präzedenzfall dänischer Sklavereigesetze.[12]
- Linval Joseph (* 1988), American-Football-Spieler
- Midnite, Roots-Reggae-Band
- Ray Seales (* 1952), US-amerikanischer Boxer
- Jasmin St. Claire (* 1970), US-amerikanische Wrestlerin, Fotomodell und Pornodarstellerin
- Hayden Walsh Jr. (* 1992), Cricketspieler

## National Natural Landmark und Historical Park and Ecological Preserve
Das Salt River Bay National Historical Park and Ecological Preserve ist eine National Historic Site. Die Anlegestelle von Kolumbus (Columbus Landing Site) ist ein National Historic Landmark. Die Anlegestelle ist wiederum Teil des Salt River Bay National Historical Park and Ecological Preserve.